# Kisszögű neutronszórás
A kisszögű neutronszórás (SANS – small angle neutron scattering) egy speciális anyagszerkezeti vizsgálati módszer, amellyel nanométeres mérettartományban tárhatjuk fel a minta tulajdonságait. Előnye, hogy a neutronok az anyagon roncsolásmentesen hatolnak át. Különféle anyagok tanulmányozhatóak, pl. kerámiák, ötvözetek, fehérjék, biológiai rendszerek, gélek, oldatok. Meghatározható a mintában levő részecskék alakja, orientáltsága, mérete, méreteloszlása és a szóró részecskék közti korreláció. Lehetséges szerkezeti változások követése is.

## Működési elv
A neutronok, mint minden elemi részecske, leírhatóak hullámként is. Ez azt jelenti, hogy az útjukba eső mintán áthatolva szóródnak, azaz az eredeti iránytól elhajolva haladnak tovább. A szórt neutronok intenzitása függ a szórási szögtől (az elhajlás szögétől). A neutron a hullámhosszához képest minél nagyobb részecskén szóródik, annál kisebb szögben látunk nagy intenzitású szórást. A SANS berendezések általában hideg neutronokat használnak 4–8 Å hullámhosszal (1 Å = 10−10 m). A detektor mozgatásával befogható szögtartomány néhány tized foktól néhányszor tíz fokig tart, ilyen feltételek mellett a vizsgálható részecskék mérettartománya 20 Å–4000 Å (2–400 nm). Ebben a mérettartományban az előre szóródó neutron az atomokat már nem „látja”, az atomi szerkezettől függetlenül szóródik, a szórásképet csak a szóró részecske mérete illetve alakja határozza meg.
A szórt intenzitást általában nem a szórási szög (θ) függvényében, hanem az ún. szórási vektor (q) függvényében ábrázolják. A neutronnak, mint hullámnak van egy hullámszámvektora. A szórási vektor a mintához érkező neutron hullámszámvektorának és a szórt neutron hullámszámvektorának a különbsége, hossza a szórási szögből (θ) és a hullámhosszból (λ) számolható.
Egy monodiszperz rendszeren (olyan egyszerű rendszer, amelyben azonos méretű, alakú és anyagú részecskék vannak valamilyen homogén mátrixban (pl. oldószerben)) a szóráskép leírható a forma faktor és a struktúra faktor szorzatával. A forma faktor adja meg az adott részecske szórásképét, a struktúra faktor pedig a részecskék egymáshoz képest való elrendezését.

### Struktúra faktor
Ha a részecskék teljesen rendezetlenül helyezkednek el, a struktúra faktor konstans 1, ha teljesen rendezett rácsban vannak, akkor viszont a struktúra faktor periodikus csúcsokból – ún. Bragg csúcsokból – áll, ahol a szomszédos csúcsok távolsága fordítottan arányos a rács periódusával.
Monodiszperz rendszeren a struktúra faktor sohasem teljesen konstans 1, hiszen a részecskék között van egy minimális távolság (a részecskék mérete), így az elhelyezkedésük sem teljesen rendezetlen, a struktúra faktorban megjelenik egy a q-val csökkenő hullámzás. Ha a rendszer nagyon híg, akkor ez a hullámzás elhanyagolható, azonban ha sűrű (a részecskék sokszor érintik egymást), akkor mindenképpen figyelembe kell venni.

### Formafaktor
A formafaktor ad információt a részecskék méretéről illetve alakjáról. Két  általánosan leírható része van: A nagyon kis q-tartományba (kis szögbe) szóródás az ún. Guinier tartomány, amely a részecskék átlagos méretét adja meg, ebben a részben a szórt intenzitás leírható egy A exp(-q2r2/3) függvénnyel, ahol r az ún. Guinier sugár. A Guinier közelítés csak a qr<<1 tartományon belül érvényes. A szórt intenzitás nagy q- tartományát a Porod közelítés írja le, itt a szóráskép A q-4 alakú. Az ilyen görbe jelzi, hogy a részecske felülete a 2π/q mérettartományban már simának mondható – példának okáért a drótkefe egyáltalán nem mondható simának, de ha megfelelően közelről nézzük, és csak egy drótszálat látunk, néhány tized milliméteres tartományban illetve kisebb méreteknél a drótszál sima.

## Felépítés
A kisszögű neutronszórás vizsgáló berendezések általában nagy intenzitású neutronforrásoknál – leginkább kutatási célra épített atomreaktoroknál – épülnek. A reaktorban a maghasadás során felszabaduló nagy energiás neutronokat vízzel, majd folyékony hidrogénnel „moderálják”, a neutron leadja az energiájának nagy részét, lelassul, és ún. hideg neutron lesz belőle. Ezeket a neutronokat neutronvezetők (speciális multirétegből álló tükrökből - neutron szupertükörből - álló vákuumcső) segítségével a reaktortól távol elvezetik. A neutron monokromatizálása (egy adott hullámhossz illetve sebesség kiválasztása) mechanikus sebességszelektorral történik. A szelektor csak az adott sebességű neutronokat engedi át, a többi neutron beleütközik a forgó részekbe, amelyek neutron elnyelő anyaggal – általában gadolíniummal – vannak fedve. A szelektor után lévő kollimátor csak az egy irányba menő neutronokat engedi át. A kollimátor után található a minta, a minta után pedig egy nagyméretű vákuumcsőben van a kétdimenziós helyzetérzékeny neutron detektor. A neutron detektor mozgatható a vákuumcsőben, így a minta-detektor távolságon keresztül a mérési tartomány és a felbontás változtatható. Általában a detektor közepére érkezik a direkt nyaláb (amely szóródás nélkül áthalad a mintán), de ezt a detektor védelme érdekében egy nyalábcsapdával elnyeletik.
A kisszögű mérés eredménye maga a kétdimenziós kép. Amennyiben a minta izotróp (nincsen benne meghatározott irány), akkor a kép eleve hengerszimmetrikus, így egy sugár szerinti felösszegzéssel szórási szög- intenzitás, illetve ún. szórási vektor – intenzitás görbét kapunk.